# Rhopalognatha cyanescens
Rhopalognatha cyanescens är en fjärilsart som beskrevs av Paul Dognin 1914. Rhopalognatha cyanescens ingår i släktet Rhopalognatha och familjen nattflyn. Inga underarter finns listade.